# Snihoerivka
Snihoerivka (Oekraïens: Снігурівка) is een stad in het oblast Mykolajiv (Oekraïne) met 12.432 inwoners. Snihoerivka werd in 1812 gesticht en kreeg in 1961 stadsrechten.

## Geografie
De stad is gesitueerd aan de oevers van de rivier Inhoelets. De stad ligt in het uiterste oosten van het oblast Mykolajiv en was de hoofdplaats van het rajon Snihoerivka. In 2020 ging dit rajon op in het rajon Basjtanka.
De stad ligt aan de grens met oblast Cherson. De dichtstbijzijnde stad is Cherson op zo'n 50 kilometer. Snihoerivka ligt verder nabij grote steden als Mykolajiv (60 km), Kryvy Rih (103 km) en Nikopol (130 km).